# Kuqa
Kuqa (en xinès: 库车县, Kùchē Xian; Uigur: كۇچار ناھىيىسى, Kuchar Nahiyisi, Kuqar Nah̡iyisi) és un poble petit que se situat a la Regió Autònoma de Xinjiang Uigur, Xina i està sota l'administració de la prefectura d'Aksu. Conté una àrea de 15.200 km². Segons el cens de 2002, té una població de 450.000. Va ser una vegada la llar d'un antic Regne budista de Kudjha.

## Geografia
Situat al sud de les Muntanyes Tianshan, el marge nord de la conca de tarimes, regió autònoma de Xinjiang en el centre. Aksu regió van representar la part oriental de l'occidental i la regió i del comtat, (沙雅县) adjacents a la zona oriental i de la Prefectura Autònoma de Mongòlia Bayanbula (k轮台县), Comtat de Hejing, a la frontera (尉犁县). Un clima continental temperat, amb una temperatura mitjana anual d'11,4 ℃, la precipitació anual va ser de 64,5 mm, període lliure de gelades de fins a 266 dies, és un dia assolellat en la majoria dels comtats i les ciutats de mitjana.

## Política
Jurisdicció del Comtat de més de 9 ciutats, sis municipis i 218 llogarets administratives, cinc granges de propietat estatal, una central, les regions autònomes de Xinjiang i el Cos de Producció i Construcció, Aksu les empreses a la regió del Tresor i l'Exèrcit Popular d'Alliberament forces de més de 70 mesos.

## Economia
Comtat de Kuqa, el sòl conté rics recursos geotèrmics. Aquesta és una base important, especialment el petroli i el gas de tarimes, els projectes de desenvolupament. En les reserves de gas natural, entre ells dos bilions de metres cúbics - més del 90% de tots a la conca de tarima demostrat. Hi ha reserves de petroli de 7.000.000 tones, que representen més del 70% de les reserves. Bé les superfícies conegudes de petroli i gas Yakerla (Jacques), R. (r.), Este (East Formació), Yaha (Yaha), Yiqikelike (伊奇克里克) i Dalaoba (grans inundacions presa). Té reserves provades de 156 milions de tones de carbó, 3,6 milions de tones de reserves de sal de roca.
Comtat, que comprèn una superfície de 790.000 quilòmetres quadrats de terres cultivables, de les quals prop de 3.500.000 quilòmetres quadrats de terra no es pot utilitzar.